# اعتراضات ۱۴۰۱ سینماگران زن ایران
اعتراضات ۱۴۰۱ سینماگران زن ایران، مجموعه افشاگری‌ها و اعتراضات نسبت به آزار جنسی در سینمای ایران است که توسط سینماگران زن در جریان است. این افشاگری‌ها و اعتراضات از فروردین ۱۴۰۱، زمانیکه سمیه میرشمسی، دستیار کارگردان، اتهامی علیه فرهاد اصلانی، بازیگر شناخته‌شده سینمای ایران مطرح کرد شروع شد. و در پی طرح این اتهام آزار جنسی، بیش از ۵۰۰ نفر از زنان سینماگر از جمله صدها بازیگر و کارگردان زن شناخته شده در بیانیه‌ای بی‌سابقه، با تأیید وجود خشونت سیستماتیک علیه زنان در سینمای ایران، خواستار برخورد قانونی جدی با متخلفان شدند.
در واکنش به بیانیه زنان سینماگر، خانه سینما، جامعه اصناف سینمای ایران، هر گونه خشونت به ویژه خشونت جنسی به هر شکل در صنعت سینما را محکوم کرد و اعلام کرد که شورای صیانت خانه سینما مسئول رسیدگی به اتهامات مرتبط با خشونت رفتاری در سینماست. در مقابل زنان سینماگر امضاکننده بیانیه، ساختار خانه سینما را فاقد استقلال لازم برای بررسی این موارد دانسته و در رای‌گیری، پنج سینماگر زن را برای تشکیل یک کمیته مستقل برای پیگیری مطالبات بیانیه و رسیدگی به موارد خشونت و آزار علیه سینماگران زن انتخاب کردند.
اعتراض به آزار جنسی در محیط‌های فرهنگی و هنری ایران سابقه‌دار است. در پی شکل‌گیری جنبش من هم در ایران از تابستان ۱۳۹۹ که در پی آن قربانیان ایرانی تجربه خود از آزار جنسی را در شبکه‌های اجتماعی به‌ویژه توئیتر به اشتراک گذاشتند، نام‌های آشنایی از میان مردان عرصه سینما، تلویزیون و موسیقی و نقاشی مطرح شد.

## طرح اتهام و بیانیه زنان سینماگر
در فروردین ۱۴۰۱، سمیه میرشمسی، دستیار کارگردان، اتهامی علیه فرهاد اصلانی، بازیگر شناخته‌شده سینمای ایران مطرح کرد. او در رشته در توییت خود مجموعه اتفاق‌های پشت صحنه یک فیلم را توضیح داد و نوشت بعد از قلدری و آزار کلامی، اصلانی دستش را گرفته و خواسته که میرشمسی صورتش را ببوسد. آوازه شهناز، فیلمساز و کارگردان نیز گفت است که تجربه مشابهی با اصلانی داشته‌است.
در پی طرح اتهام آزار جنسی توسط سمیه میرشمسی، انجمن صنفی برنامه‌ریزان و دستیاران کارگردان سینمای ایران در حمایت از سمیه میرشمسی، بیانیه‌ای صادر کرد. همچنین صدها بازیگر و کارگردان زن شناخته شده از جمله هدیه تهرانی، پریناز ایزدیار، نیکی کریمی، پوران درخشنده، ترانه علیدوستی، سحر دولتشاهی و نرگس آبیار در بیانیه‌ای بی‌سابقه، با تأیید وجود خشونت سیستماتیک علیه زنان در سینمای ایران، خواستار برخورد قانونی جدی با متخلفان شدند. این اولین بار بود که اعتراض زنان سینما ایران به یک فریاد جمعی تبدیل می‌شد.
علاوه بر صدور بیانیه زنان، ترانه علیدوستی، در گفت‌وگو با بی‌بی‌سی فارسی از سکوت هولناک اهالی سینمای ایران دربارهٔ وضعیت وحشتناک خشونت جنسی در سینمای ایران انتقاد کرد. و همچنین چیستا یثربی، فیلم‌نامه‌نویس، نویسنده و شاعر، یکی از اهالی شناخته‌شده سینمای ایران را به تجاوز متهم و مدعی شد وقتی او مقاومت کرده، از آن مرد کتک خورده‌است.
محسن مهدیان، از مدیران سابق در خبرگزاری فارس نزدیک به سپاه پاسداران و مدیر عامل مؤسسه همشهری، این زنان معترض را «طوطیان نولیبرال وطنی» خطاب کرد و در توییتی اعتراض زنان سینماگر ایران را تقلیدی از کارزار من هم دانست که توسط بازیگران زن هالیوود دربارهٔ آزار جنسی به راه افتاد. در همین زمینه خبرگزاری فارس در مطلبی ضمن تأیید فساد و فضای سیاه حاکم بر سینما و پشت صحنه آن مدعی شد این ناهنجاری به قدری آزاردهنده شده که زنان سینماگر را به ستوه آورده‌است.

## واکنش حکومت ایران
سه روز پس از بیانیه مشترک سینماگران زن، کاظم غریب‌آبادی، دبیر ستاد حقوق بشر قوه قضاییه ایران گفت از زنان باید به دلیل اینکه بیشتر در معرض آسیب‌پذیری قرار دارند، در عرصه هنر و به‌ویژه سینما حمایت و محافظت شود و آنان را به تصویب لایحه صیانت، کرامت و تأمین امنیت زنان در برابر خشونت ارجاع داد که منتقدان زیادی دارد. همچنین غریب‌آبادی و انسیه خزعلی، معاون زنان رئیس‌جمهور ایران، سینماگران زن را دعوت کردند برای شکایت به آنها مراجعه کنند. محمدمهدی اسماعیلی، وزیر فرهنگ و ارشاد اسلامی، معتقد است این موضوع را باید بدون سروصداهای رسانه‌ای پیگیری کرد.

## واکنش خانه سینما
خانه سینما بعد از چند روز سکوت، خشونت، به‌ویژه خشونت جنسی، را محکوم و در بیانیه‌ای اعلام کرد شورای صیانت از قبل در این نهاد صنفی وجود داشته و بر اساس اساسنامه خانه سینما، مسئول رسیدگی به اتهامات مرتبط به خشونت رفتاری در صنعت سینماست. شورای صیانت خانه سینما متشکل از از رئیس هیأت مدیره، رئیس شورای عالی داوری، سه نفر از شخصیت‌های معتمد و صاحب نام سینمای ایران به انتخاب مجمع عمومی خانه سینما، نماینده وزارت فرهنگ و ارشاد اسلامی و یک حقوقدان معرفی کرده است.
در واکنش، شماری از امضا کنندگان بیانیه اول، خواستار تشکیل یک نهاد مستقل از مناسبات داخلی خانه سینما شدند و شورای صیانت خانه سینما را به عنوان مرجع این موضوع به رسمیت نشناختند. آنها این نهاد را فاقد استقلال لازم برای رسیدگی به چنین پرونده‌هایی عنوان کرده و اعتقاد دارند برخی از اعضای آن روایت زنان سینماگر را فعالانه سرکوب کرده‌اند. یک روز پس از اعلام موضع خانه سینما، انجمن بازیگران سینمای ایران نیز ضمن محکوم کردن خشونت و نابرابری جنسیتی در محیط سینما، از مطرح شدن شکایت‌ها در این زمینه حمایت کرد.

## تشکیل کمیته مستقل از خانه سینما
۱۸ فروردین، آزاده صمدی، بازیگر سینما و تلویزیون، در صفحه شخصی خود در اینستاگرام اعلام کرد سینماگران زن ایران برای تشکیل کمیته‌ای مستقل در زمینه بررسی جرایم خشونت جنسی و جنسیتی رای‌گیری برگزار می‌کنند. نیکی کریمی، آیدا پناهنده، غزاله معتمد، غزاله سلطانی، ترانه علیدوستی، منصوره یزدان‌جو، هانیه توسلی، ریحانه طراوتی، مهین صدری، آزاده صمدی، سمیه میرشمسی، مارال جیرانی و ثمین مهاجرانی برای عضویت در این کمیته اعلام آمادگی کردند. در پی این رای‌گیری از امضا کنندگان بیانیه زنان سینماگر، هانیه توسلی، ترانه علیدوستی، سمیه میرشمسی، غزاله معتمد و مارال جیرانی برای تشکیل یک کمیته مستقل از خانه سینما برای پیگیری مطالبات بیانیه و رسیدگی به موارد خشونت و آزار علیه سینماگران زن انتخاب شدند.